# Limnophila soldatovi
Limnophila soldatovi là một loài ruồi trong họ Limoniidae. Chúng phân bố ở miền Cổ bắc.